# Sint-Johannes de Doperkerk (Sprundel)
De Joannes de Doperkerk is een kerkgebouw uit 1922 met een toren van eind 15e / begin 16e eeuw, dat zich bevindt aan de Hertogstraat 1 te Sprundel. Architect was Wolter te Riele.

## Geschiedenis
Reeds lange tijd bestond in Sprundel een kapel. In 1351 werd voor het eerst een parochie vermeld. De kapel werd verheven tot parochiekerk, maar omstreeks 1500 werd een nieuwe kerk gebouwd. Dit was een eenbeukige kruiskerk. Ze werd door oorlogshandelingen verwoest in 1583 en kwam in 1620 weer gereed. Deze kerk kwam in 1648 in handen van de hervormden, en in 1796 werd ze teruggegeven aan de katholieken. Tekeningen van dorpsgezichten, waarop ook deze kerk te zien is, werden vervaardigd door Dirk Verrijk omstreeks 1778. Na de teruggaaf werd de kerk gerestaureerd in 1803 en 1875.
De oude kerk werd in 1922 afgebroken, waarop de huidige kerk werd gebouwd. Dit is een driebeukige bakstenen basilicale kerk. De toren bleef echter gespaard en maakt deel uit van de huidige kerk. In 1954 werd de toren gerestaureerd. Deze heeft haakse steunberen en de klokkengeleding is voorzien van een boogfries.
In 2012-2014 is de kerk verbouwd tot een multifunctionele accommodatie waarin kerkelijke en sociale/maatschappelijke activiteiten plaats kunnen vinden.

## Heilig-Kruisverering
Een legende verhaalt dat tussen 1400 en 1450 een wonderbaarlijk kruis gevonden zou zijn op het kerkhof. Ook verwierf de kerk in die tijd een reliek van het Heilig Kruis. Beide voorwerpen werden sindsdien vereerd. In 1446 kwam er een Heilig Kruisaltaar in de parochiekerk en in 16e eeuw werd een kapel gebouwd op de plaats waar het wonderbaarlijke kruis was gevonden. Nadat de kerk in handen van de protestanten kwam, werd in de schuurkerk opnieuw een Heilig-Kruisaltaar opgericht.
De viering van het Heilig-Kruisfeest werd gekoppeld aan het feest van Sint-Jan, op 24 juli. Zo werden er vaentkens van de miraeckelen des heijlichs cruys verkocht en werd er een processie gehouden. In 1639, vlak voordat op last van de Bisschop van Antwerpen een onderzoek zou worden uitgevoerd naar de wonderbaarlijke aard van het kruis, raakte dit zoek, hetgeen de voortgang van de Kruisverering niet verhinderde. In 1648 kwam aan dit alles uiteraard een einde. Toen de schuurkerk werd opgericht vonden aldaar wel nog enige plechtigheden plaats, hoewel het wonderbare kruis verdwenen was. De reliek bestond echter nog wel. Eind 17e eeuw merkt Pieter Nuyts, schout van Sprundel, op dat die plegtigheid niet geheel zonder eenige overblijfselen is komen op te houden, want de toeloop van 't bijgeloovige volk, dat 't zelve kruys, alhoewel daer niet meer, maer verduisterd ende in 't ongereede geraakt is, van groote wonderen en hooge agting houdt, uit alle aan- en afgelegene oorden jaarlijks aldaar nog met grooten toeloop op dien dag verschijnen en de gewaende heiligheid in hare gedagten konden vieren.
In 1762 verleende Paus Clemens XIII een volle aflaat aan de verering van de kruisreliek. In 1809 begon deze devotie, mede door deze Sprundelse aflaat, weer op te leven. In 1854 werd op Sint-Jansdag op "wonderbaarlijke" wijze een jongetje van zijn kreupelheid genezen. Tal van ex voto's getuigen van de diverse aan de Kruisverering toegeschreven genezingen. Dat het feest niet enkel uit vroomheid bestond bleek uit de activiteiten eromheen. Nog in 1889 maakte de burgemeester daarom bekend dat op Sint-Jansdag alle vreemde liedjeszangers, orgeldraaiers, rijfelaars, enz. streng zullen geweerd worden.
Na 1930 verslapte de verering van het wonderbare kruis, en na de Tweede Wereldoorlog werd deze vervangen door die van Onze-Lieve-Vrouw van Fátima, waartoe de toenmalige pastoor het Fatimapark aan liet leggen.
In de kerk zijn vier gebrandschilderde ramen aangebracht die de Kruisverering verbeelden. Ze werden vervaardigd door de benedictijn Jacobus van der Meij.